# Kevin Wolze
Kevin Wolze (Wolfsburg, 1990. március 9. –) német korosztályos válogatott labdarúgó, aki jelenleg az MSV Duisburg játékosa.

## Sikerei, díjai
- Németország U17
  - U17-es labdarúgó-világbajnokság bronzérmes: 2007